# アクアイグニス仙台
アクアイグニス仙台（アクアイグニスせんだい、AQUAIGNIS SENDAI）は、宮城県仙台市若林区に所在する複合商業施設である。

## 概要
深松組、福田商会、アクアイグニスの3社が、運営会社・仙台rebornを設立し、東日本大震災による集団移転跡地活用事業として事業開始。温泉棟、カフェ棟、マルシェ棟、ベーカリー棟、レストラン棟、スイーツ棟の6棟、および農業ハウスから成る。
多層階建ての温泉棟は、津波発生時の避難施設としての利用も想定される。

## 沿革
- 2019年
  - 4月2日 - 「仙台市東部沿岸部の集団移転跡地の利活用」藤塚地区1,2ブロックについて、事業者が決定[1][5]。
  - 8月8日 - 仙台reborn設立[1]。
  - 12月4日 - 「仙台市東部沿岸部の集団移転跡地の利活用」藤塚地区3,4,5ブロックについて、事業者が決定[1][5]。
- 2020年
  - 1月24日 - 温泉掘削工事開始[1]。
  - 10月14日 - 建設工事開始[1]。
- 2022年
  - 2月28日 - 竣工[1]。
  - 4月21日 - 開業[6]。
  - 7月1日 - ショコラトリー「ル ショコラ ドゥ アッシュ」開店[7]。

## 構成店舗
温泉棟
- 藤塚の湯
- laxis リラクゼーション
- ライブラリーカフェ
- 笠庵 賛否両論 - 笠原将弘が監修
- ショップ

当施設に出店する店舗を監修している、3名のシェフ・パティシエがプロデュースする商品等を販売
マルシェ棟
- マルシェ リアン

ベーカリー棟
- マリアージュ ドゥ ファリーヌ（ブーランジェリー） - 辻口博啓が監修

スイーツ棟
- コンフィチュール アッシュ（パティスリー）
- ル ショコラ ドゥ アッシュ（ショコラトリー）

辻口博啓が両店舗を監修
カフェ棟
- カフェ猿田彦珈琲

イタリアンレストラン棟
- グリーチネ - 日髙良実が監修
- 保育所

農業ハウス
フルーツハウス棟 2棟、ベジタブルハウス棟 1棟

## アクセス
自家用車
- 仙台東部道路・名取IC 5分
- 仙台南部道路・今泉IC 10分

公共交通機関
- 仙台市地下鉄東西線・荒井駅 : 無料シャトルバスにて20分